# Friday I'm in Love
Friday I'm in Love is een single van The Cure. Het is de tweede single afkomstig van hun album Wish uit 1992. Op 15 mei dat jaar werd het nummer op single uitgebracht. De videoclip van Tim Pope behorende bij dit nummer won in 1992 de MTV Video Music Award.

## Achtergrond
In het soms erg sombere repertoire vormt Friday een niemendalletje; het is luchtig. Smith vond dat het wel moest kunnen zo'n afwijkend stuk.
Smith verder over het nummer: Ik schreef het. De melodie zat ineens in mijn hoofd, als zijnde een bekend werkje van iemand anders. Ik werd er gek van want uiteindelijk bleek niemand anders het geschreven te hebben dan ik. De baslijn zou deels overeenkomen met Just Like Heaven en met All the Way van New Order. Een andere hint richting New Order vormt de beginregel "I don’t care if Monday's blue". Een van de hits van New Order luidt "Blue Monday".
Het nummer is trager opgenomen dan dat het op de grammofoonplaat en compact disc is geperst. Door de verandering in snelheid klinkt het nummer een kwart hoger dan het origineel.
De plaat werd een hit in vrijwel geheel Europa. In thuisland het Verenigd Koninkrijk werd de 6e positie in de UK Singles Chart behaald, in Ierland de 4e, de Eurochart Hot 100 de 20e en in Duitsland de 16e positie.
In Nederland werd de plaat veel gedraaid op Radio 3 en werd een radiohit op de nationale publieke popzender. De single bereikte vreemd genoeg de Nederlandse Top 40 niet. Wél stond de plaat 4 weken genoteerd in de Tipparade. In de Nationale Top 100 werd de 32e positie behaald. Tijdens hun live optredens op Pinkpop 2012 en Pinkpop 2019 werd de plaat steevast ten gehore gebracht.
In België bereikte de plaat de 34e positie in zowel de voorloper van de Vlaamse Ultratop 50 als de Radio 2 Top 30. In Wallonië werd geen notering behaald.

## Hitnoteringen

### Nederlandse Top 40
De plaat kwam niet verder dan twee weken de 2e positie in de Tipparade.

### Nationale Top 100
| Positie: | 85 | 74 | 56 | 47 | 36 | 32 | 64 | 77 | uit |

### Vlaamse Radio 2 Top 30
| Positie: | 27 | uit |

### Vlaamse Ultratop 50
| Positie: | 34 | 41 | uit |

### NPO Radio 2 Top 2000
| Nummer met noteringen in de NPO Radio 2 Top 2000 | '11  | '12  | '13 | '14  | '15 | '16 | '17 | '18  | '19 | '20 | '21 | '22 | '23 | '24 |
| ------------------------------------------------ | ---- | ---- | --- | ---- | --- | --- | --- | ---- | --- | --- | --- | --- | --- | --- |
| Friday I'm in Love                               | 1314 | 1155 | 938 | 1086 | 985 | 890 | 970 | 1095 | 797 | 782 | 751 | 627 | 724 | 781 |

1. ↑  Een vetgedrukt getal geeft de hoogste notering aan.
2. ↑  2011 was het eerste jaar met een notering voor dit nummer.